# Castello di Velden

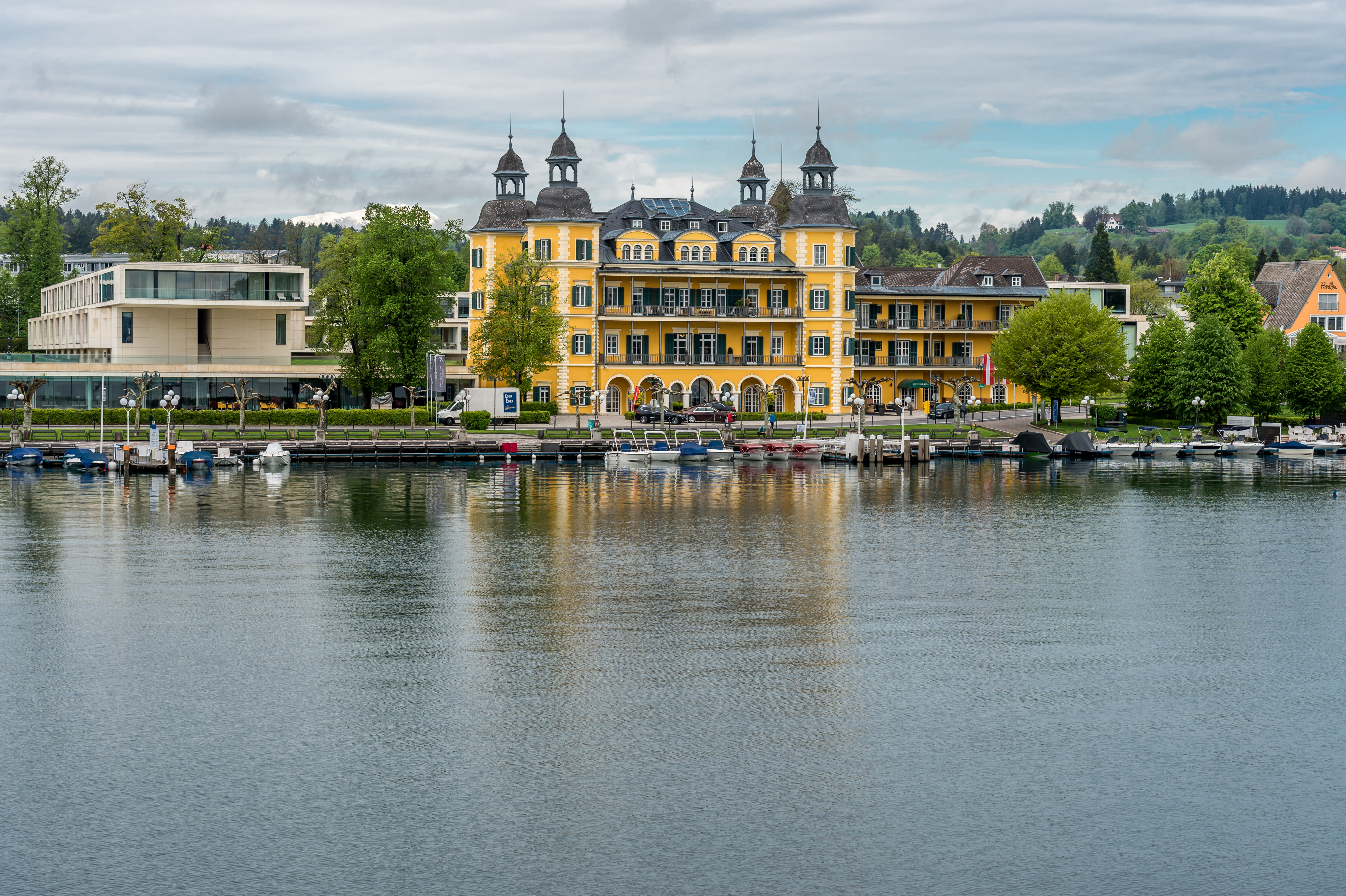
Veduta dell'edificio

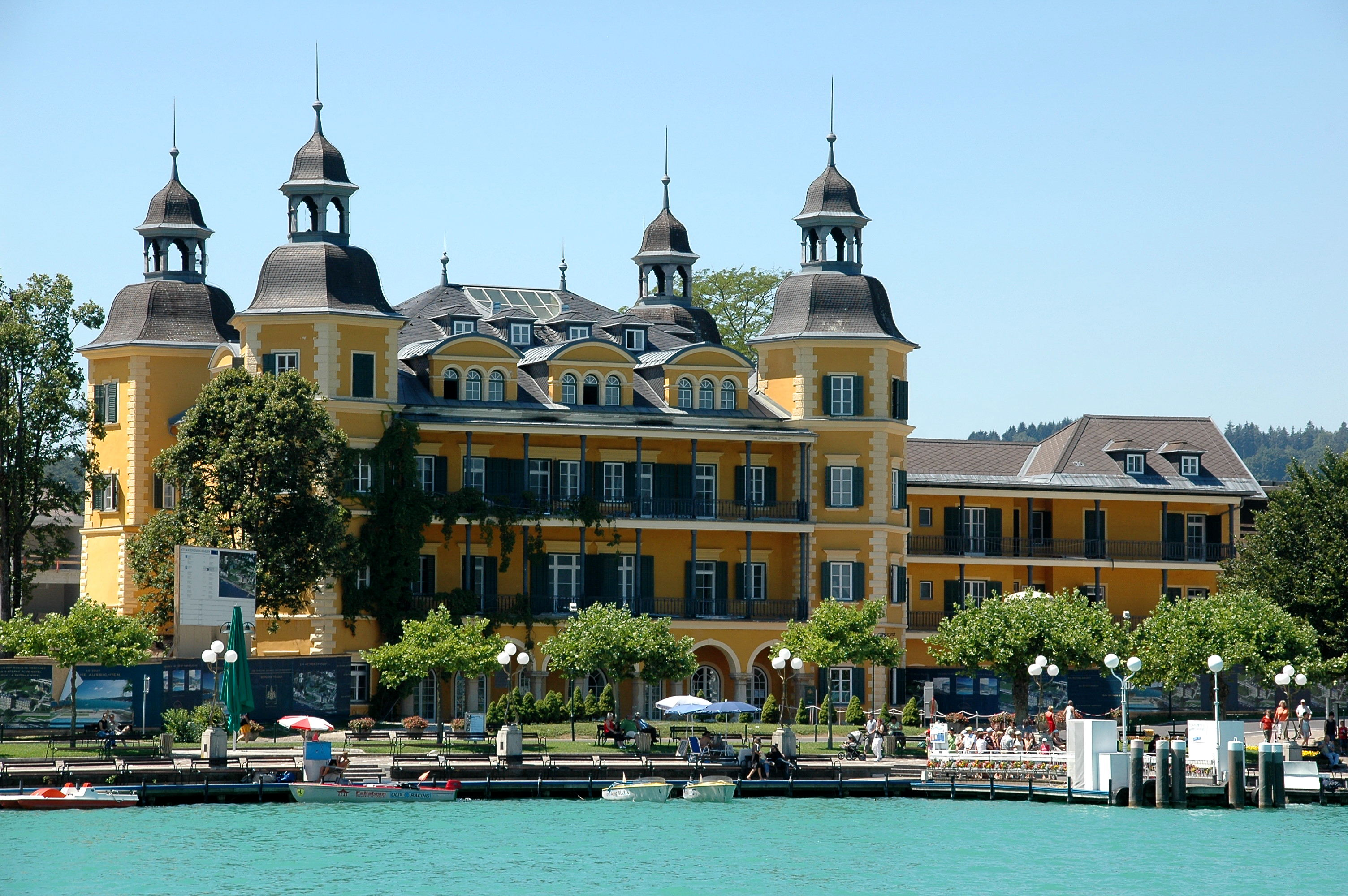
La facciata principale dell'edificio

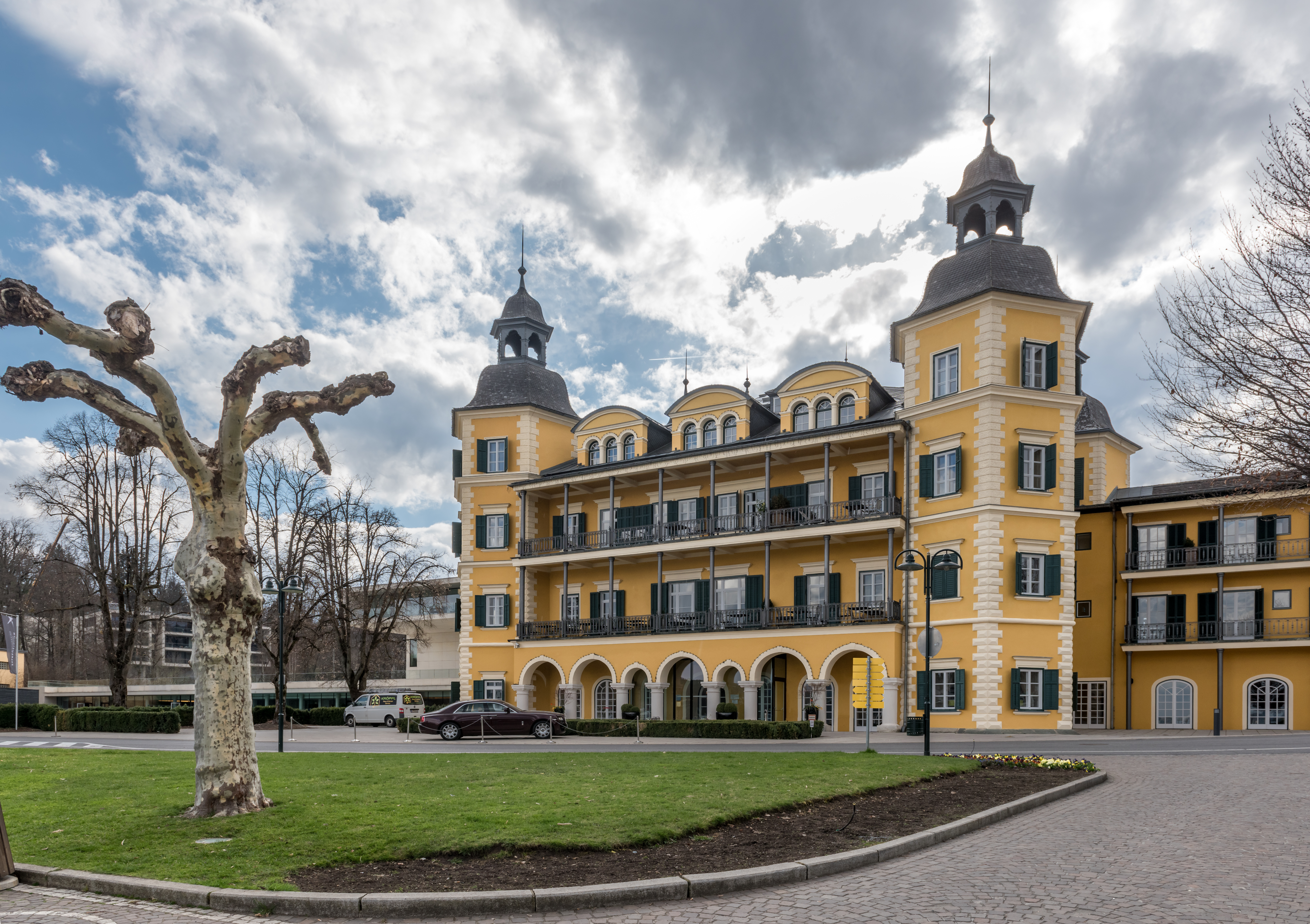
Lo Schlosshotel Velden e il parco circostante

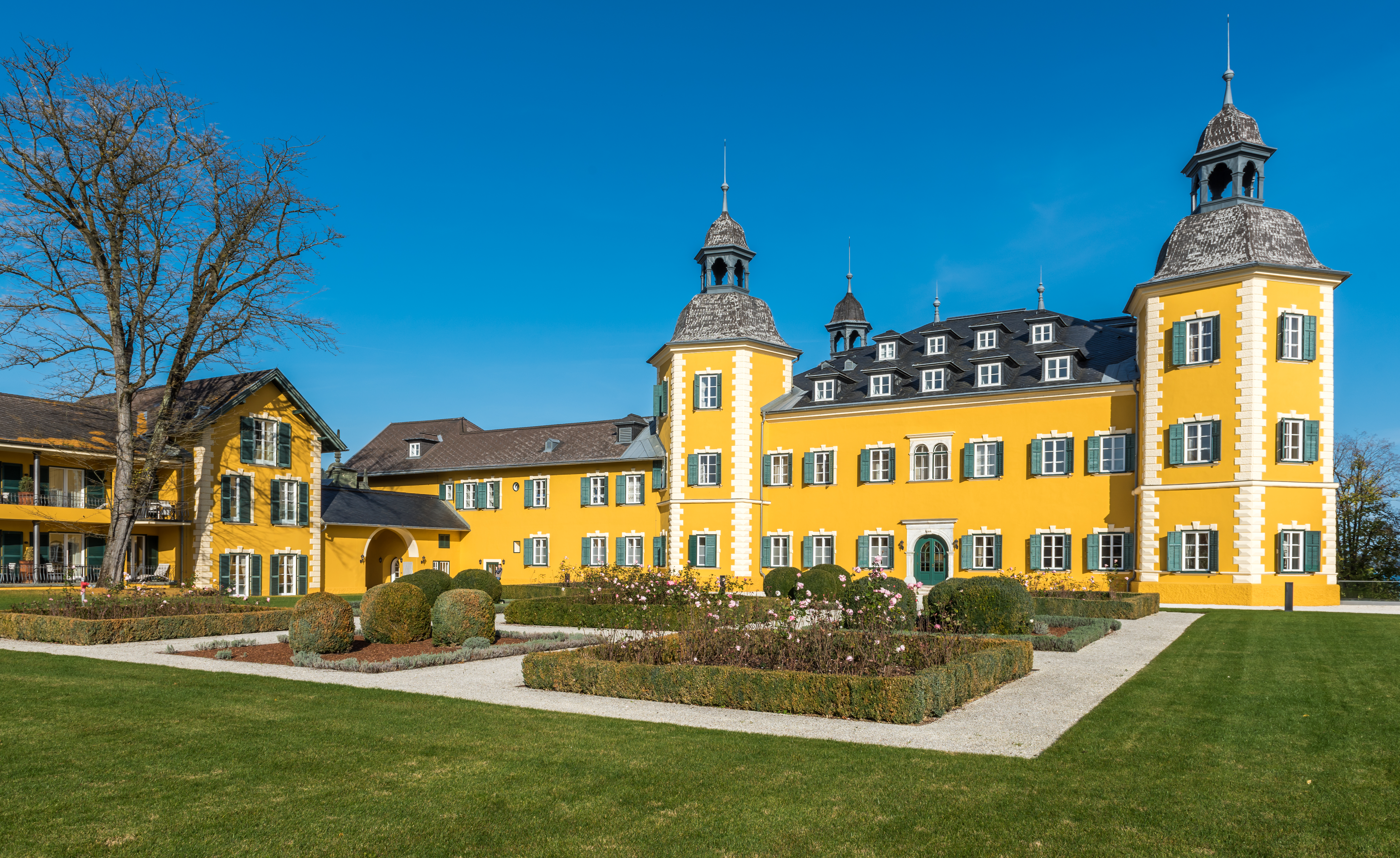
Ala interna dell'edificio

Il castello di Velden (in tedesco Schloss Velden) è uno storico edificio in stile neorinascimentale della cittadina austriaca di Velden am Wörther See, in Carinzia, costruito nel 1890 sulle rovine di un edificio preesistente del XVI-XVII secolo e adibito a hotel di lusso.

## Storia
Le origini dell'edificio risalgono al 1585 o 1590, quando Bartholomäus Khevenhüller, Freiherr di Landskorn fece realizzare in loco una propria residenza in stile rinascimentale.  La costruzione dell'edificio terminò nel 1603.
Nel 1629 dopo però, Bartolomeo Khevenhüller venne cacciato dal proprio castello in quanto protestante in seno alle espulsioni ordinate dall'imperatore Ferdinando II d'Asburgo nel corso della guerra dei trent'anni. L'edificio venne iquindi ceduto dieci anni dopo dall'imperatore Ferdinando III d'Asburgo alla famiglia Dietrichstein.
Nel 1762 l'edifiico originario venne devastato da un incendio, che provocò il crollo delle torri e del tetto. L'edificio venne quindi demolito e le sue macerie vennero riutilizzate per la costruzione di altri edifici, tra cui l'ufficio postale.
Nel 1890 divenne proprietario del terreno su cui sorgeva l'antico castello l'industriale viennese Ernst Wahliss, che incaricò l'architetto e concittadino Wilhelm Hess di realizzare un nuovo edificio da adibire ad hotel.
La nuova struttura ricettiva ospitò in seguito reali (tra cui i re di Norvegia, Svezia e Thailandia) e numerose celebrità del mondo dello spettacolo, della letteratura e della politica. L'hotel annoverò tra i suoi ospiti Ingrid Bergman, Bing Crosby, Peter Handke, Ian Fleming, Somerset Maugham e Omar Sharif.
Nel 1990 l'edificio venne acquistato dall'industriale tedesco Gunther Sachs, prima di cambiare nuovamente di proprietà nel 2003 e nel 2011.

## Architettura
Nel portale d'ingresso all'edificio, che si affaccia sul Wörthersee, è inciso lo stemma di Bartholomäus Khevenhüller e delle sue tre mogli.

## Nella cultura di massa
Negli anni cinquanta del XX secolo, l'edificio è stato utilizzato come location in vari film. Attorno al castello di Velden era inoltre incentrata la serie televisiva Ein Schloß am Wörthersee, serie andata in onda dal 1990 al 1992 e che aveva come protagonisti Roy Black e Julia Biedermann.